# Герб Більмацького району
Герб Більмацького району — офіційний символ Більмацького району, затверджений 19 лютого 2004 р. рішенням сесії районної ради.

## Опис
Щит розтятий перекинутовилоподібно лазуровим, золотим і зеленим. На третій частині срібна хвилеподібна широка балка, двічі широко перетята лазуровим. Поверх всього з країв щита виходять два срібних списи, покладені в косий хрест. Щит обрамлений золотим декоративним картушем з колосків і дубового листя, і увінчаний золотим соняшником у вигляді висхідного сонця.